# Трайтен
Трайтен (нім. Treiten) — громада  в Швейцарії в кантоні Берн, адміністративний округ Зееланд.

## Географія
Громада розташована на відстані близько 23 км на захід від Берна.
Трайтен має площу 4,7 км², з яких на 8,3% дозволяється будівництво (житлове та будівництво доріг), 72,4% використовуються в сільськогосподарських цілях, 17,4% зайнято лісами, 1,9% не є продуктивними (річки, льодовики або гори).

## Демографія
2019 року в громаді мешкало 411 осіб (-2,4% порівняно з 2010 роком), іноземців було 10%. Густота населення становила 87 осіб/км².
За віковим діапазоном населення розподілялося таким чином: 17,5% — особи молодші 20 років, 59,1% — особи у віці 20—64 років, 23,4% — особи у віці 65 років та старші. Було 184 помешкань (у середньому 2,2 особи в помешканні).
Із загальної кількості 127 працюючих 81 був зайнятий в первинному секторі, 9 — в обробній промисловості, 37 — в галузі послуг.